# Магистрална вила
Магистрална вила (на италиански: Villa del Priorato di Malta), Вила Магистрале (на италиански: Villa Magistrale) или Вила Малта (на италиански: Villa di Malta) е втората по значение резиденция на Малтийския орден. Намира се в Рим, на хълма Авентин. Във вилата се намира резиденцията на Великия приорат на Рим и посолството на Суверенния Малтийски орден в Италианската република.

## История
На мястото на днешната Магистрална вила около X век се е намирал укрепен бенедиктински манастир. По-късно той преминава в ръцете на тамплиерите, а когато орденът им е разпуснат и унищожен от папа Климент V и Филип IV Хубави, собствеността преминава в ръцете на хоспиталиерите (предшествениците на Малтийския орден). Кардинално възстановяване на вилата се осъществява през XV и XVII век. През 1869 г. Италия признава Магистралната вила за собственост на Суверенния Малтийски орден.
В градината на вилата се намира църквата на ордена „Санта Мария дел Приорато“ – древна църква, напълно преработена от Пиранези през 1765 г., може би най-старият пример за неокласическа архитектура в Рим.

### Интересен факт
Във вратите на Магистралната вила по проект на Джовани Пиранези е направен специален отвор. Има мнение, че оттам се виждат цели три държави: Малтийският орден (на когото принадлежи резиденцията), Ватикан (базиликата „Свети Петър“) и Италия (на която принадлежи всичко отстрани). Да се отличи видът на отвора от обикновените прозорци на замъка е лесно – на него винаги дежури въоръжен карабинер.